# 里奇菲爾德鎮區 (堪薩斯州莫頓縣)
里奇菲爾德鎮區（英語：Richfield Township）為美國堪薩斯州莫頓縣轄下的鎮區。2010年美国人口普查中該鎮區人口有182人。

## 地理
里奇菲爾德鎮區涵蓋總面積為648.48平方（250.38平方英里）。

## 人口統計
根據2010年美國人口普查，里奇菲爾德鎮區人口有182人，住房99戶，人口密度為0.28人/每平方公里。此鎮區居民之種族中，白人佔89.56%，非裔美國人佔0%，美洲原住民佔0%，亞裔美國人佔0%，太平洋島裔美國人佔0%，其他種族佔8.79%，混血種族則佔1.65%。而西班牙裔或拉丁裔美國人佔此鎮區人口的15.38%。

## 交通

### 主要公路
- 27號堪薩斯州州道
- 51號堪薩斯州州道

## 外部連結
- City-Data.com （页面存档备份，存于）